# Gilles Dreu
Gilles Dreu, de son vrai nom Jean-Paul Chapuisat, né le 31 juillet 1934 à Dreux (Eure-et-Loir) et mort le 7 janvier 2025 à Aubenas (Ardèche), est un chanteur français.

## Biographie

### Enfance
Gilles Dreu naît à Dreux, en Eure-et-Loir, d'un père franc-comtois et d'une mère bretonne. Au gré des affectations de son père, militaire de carrière, il passe son enfance au Mali, en Guinée, en Martinique et à Marseille.

### Débuts
Fin 1959, il impressionne le patron du Tire-Bouchon, un cabaret montmartrois, par son interprétation de Quand on n'a que l'amour, de Jacques Brel. Le patron du Tire-Bouchon décide de l'employer pour interpréter régulièrement des chansons dans son cabaret. Il y rencontre François Deguelt, qui le prend sous son aile. C'est à cette époque que Jean-Paul Chapuisat devient Gilles Dreu, clin d'œil à Dreux, sa ville natale.
Il écume ensuite les cabarets de la Rive gauche comme l'Échelle de Jacob, le Don Camillo, La Colombe et la Villa d'Este. Il fréquente divers artistes, confirmés ou débutants, tels Bernard Dimey, Daniel Prévost, Pierre Richard, Victor Lanoux, François Deguelt ou encore le jeune Serge Lama.
En 1963, il signe son premier contrat chez Riviera et sort son premier disque, avec notamment la chanson Filles de Garches, enfants de Puteaux. À cette époque, il débute au cinéma par du doublage et quelques petits rôles dans des films populaires.

### Succès
En 1966, il rencontre Norbert Saada (producteur de Hugues Aufray dont il est fan) qui décide de produire ses prochains disques. Son titre Alouette, sorti au moment de Mai 68, s'écoule à plus de 150 000 exemplaires. Ce succès est une reprise du thème musical de La peregrinación d'Ariel Ramírez,.
Le titre Alouette, alouette sonne phonétiquement avec les paroles originales A la huella, a la huella mais le texte de Pierre Delanoë diffère totalement de celui de Félix Luna.
En 1967, il apparaît dans le film Les Cracks réalisé par Alex Joffé, avec en vedettes Bourvil, Robert Hirsch et Monique Tarbès, alors compagne de Gilles Dreu.
En octobre 1968, il est vedette américaine d'Ivan Rebroff à l'Olympia de Paris.
En 1970, il partage avec Marie Laforêt la scène de Bobino à Paris. En 1971, il interprète Dans la montagne, générique de la série télévisée, ainsi que la bande originale du film Un aller simple de José Giovanni, sur une musique de François de Roubaix. Les principaux acteurs sont Jean-Claude Bouillon et Nicoletta.
En 1972, il enregistre le titre Moïse avec Nicole Croisille. La même année, il connaît un nouveau succès avec le titre Descendez l'escalier, qui s'écoule à plus de 100 000 exemplaires.
En 1973, il anime sa propre émission intitulée Jamais Dreu sans trois, sur la chaîne Télé Monte-Carlo. Il part ensuite en tournée en France, en Belgique, en Suisse, au Canada et en Afrique, où il a passé une partie de son enfance.
En 1978, il joue dans le film Chaussette surprise de Jean-François Davy, aux côtés de Michel Galabru, Anna Karina, Bernadette Lafont ou encore Michel Blanc.
En 1983, il sort Si j'entends l'oiseau, chanson écrite par Éric Charden et Didier Barbelivien.
En 1987, il tourne sous la direction de Claude Chabrol en faisant une apparition dans le film intitulé Le cri du hibou, qui réunit notamment Mathilda May et Christophe Malavoy.
En 1988, il écrit et publie son premier livre, La Forme facile.
En 1989, il réenregistre son tube Alouette dans une version modernisée.

### À partir des années 1990
Durant la décennie 1990, Gilles Dreu continue à enregistrer plusieurs albums, notamment en collaboration avec Didier Barbelivien.
En 1996, il enregistre l'album Les chansons de mes 20 ans. Il y reprend plusieurs succès de la chanson française d'après-guerre et quelques-uns de ses succès réenregistrés. Cette année-là, il chante à plusieurs reprises sur le plateau de Pascal Sevran dans l'émission La Chance aux chansons.
En 2004, il foule à nouveau la scène de l'Olympia, à l'occasion du Festival de la Rose d'or aux côtés notamment de Julie Pietri, Daniel Guichard, Nicole Croisille et Michel Mallory.

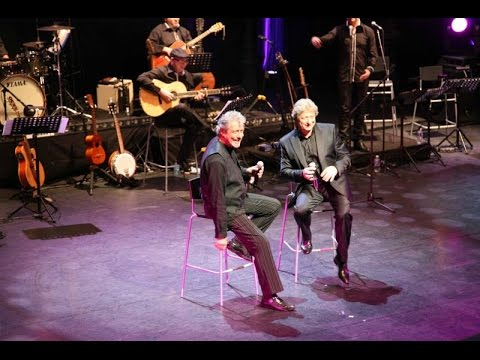
Gilles Dreu et Alain Turban sur la scène de l'Olympia en 2013.

En 2006, il participe à la première saison d'Âge Tendre, la tournée des idoles, avec laquelle il parcourt les plus grandes salles de France, de Belgique et de Suisse jusqu'en février 2007, devant plus de 400 000 spectateurs.
En 2008, il participe à la première croisière de cette même tournée[source secondaire souhaitée], qui réunit sur le MSC Fantasia plus de 30 artistes et de 4 000 personnes sur la Méditerranée pendant huit jours.
Il poursuit ensuite ses concerts solos, accompagné de ses musiciens.
En 2010, il lance un nouveau spectacle, Ce soir, on improvise, avec ses amis François Deguelt et Nicole Rieu, avec qui il parcourt la France.
Le 3 février 2013, il est invité par Alain Turban à se produire à l'Olympia, lors du concert de ce dernier.
En 2014, à l'occasion de ses 80 ans, il publie une compilation intitulée Quatre fois 20 ans, dans laquelle figure une chanson inédite, du même titre que l'album, écrite par Didier Barbelivien.

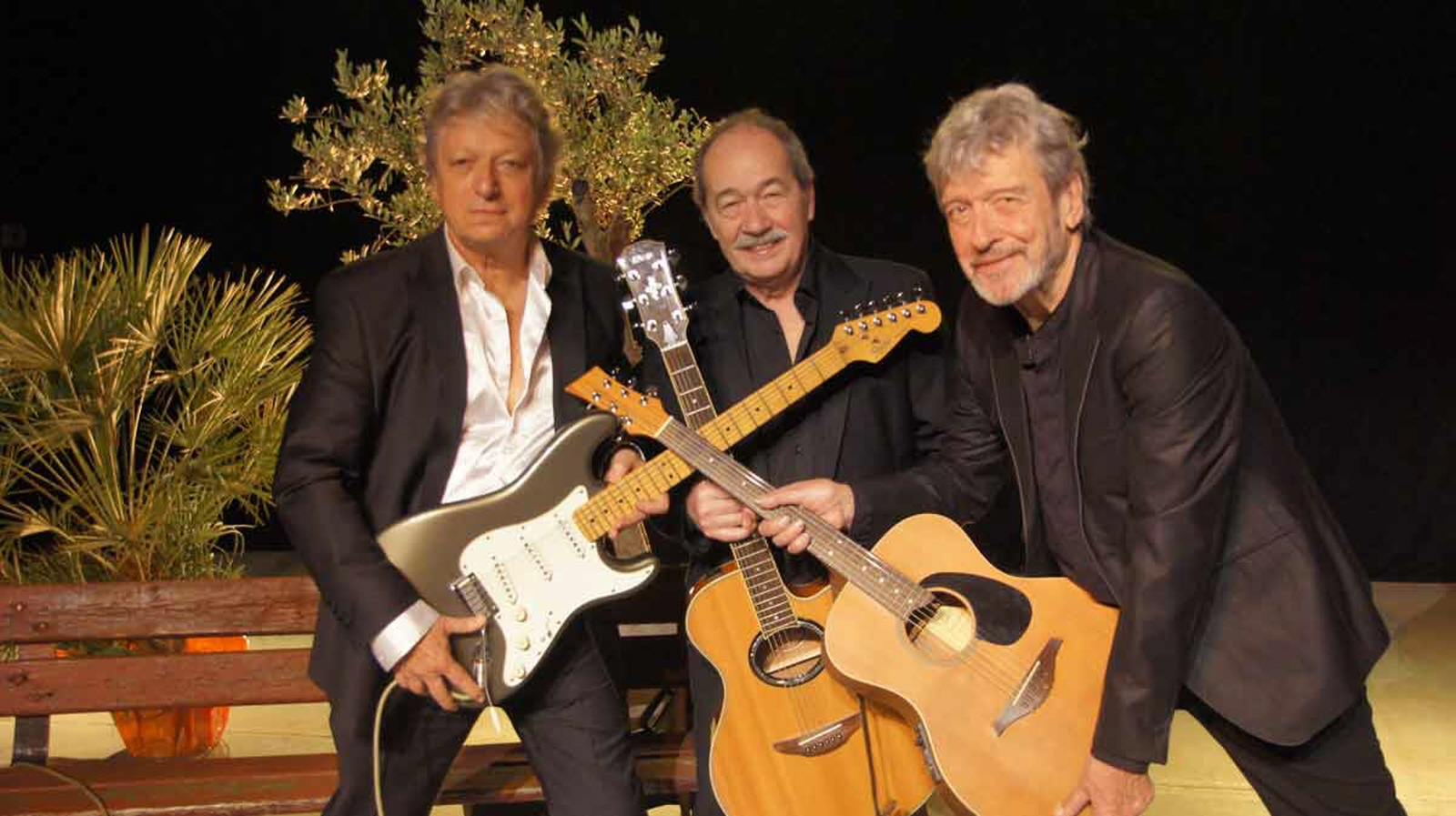
Le trio des Vieilles fripouilles avec Alain Turban, Jean Sarrus et Gilles Dreu.

En 2017, s'inspirant du trio Les Vieilles Canailles, il crée avec ses amis Alain Turban et Jean Sarrus le trio musical Les Vieilles Fripouilles, qui sillonne la France avec un spectacle musical et humoristique.
En novembre de cette même année, il participe à nouveau à la croisière Âge Tendre.
En septembre 2019, il chante dans le cadre des Virades de l'espoir aux côtés de Heifara Fenua et du chanteur Ponpon[source secondaire souhaitée], dans le parc de Vals-les-Bains en Ardèche où il réside.
En février 2020, il participe au spectacle La Nuit de la Déprime, créée par Raphaël Mezrahi, aux Folies Bergère, aux côtés notamment d'Eddy Mitchell, Vianney, Maxime Le Forestier, Olivia Ruiz, ou encore Les Chevaliers du Fiel.
Le 30 octobre 2020, à l'occasion de ses 60 ans de carrière, Gilles Dreu sort un nouvel album, Le Comptoir des amis. Ce dernier est composé  de chansons inédites, chantées en duo avec certains de ses amis comme Serge Lama, Gérard Lenorman, Didier Barbelivien, Pierre Billon, Stone, Fabienne Thibeault, Frédéric Zeitoun, Alain Turban, Jean-Paul Cara, David-Alexandre Winter, Marcel Amont, ainsi que Ciramarios.
Le 8 avril 2022, il s'engage auprès de l'association « Victimes du COVID-19 » et de son président Lionel Petitpas pour soutenir la demande d'une journée de deuil national, afin d'honorer la mémoire des défunts du virus.

### Vie privée

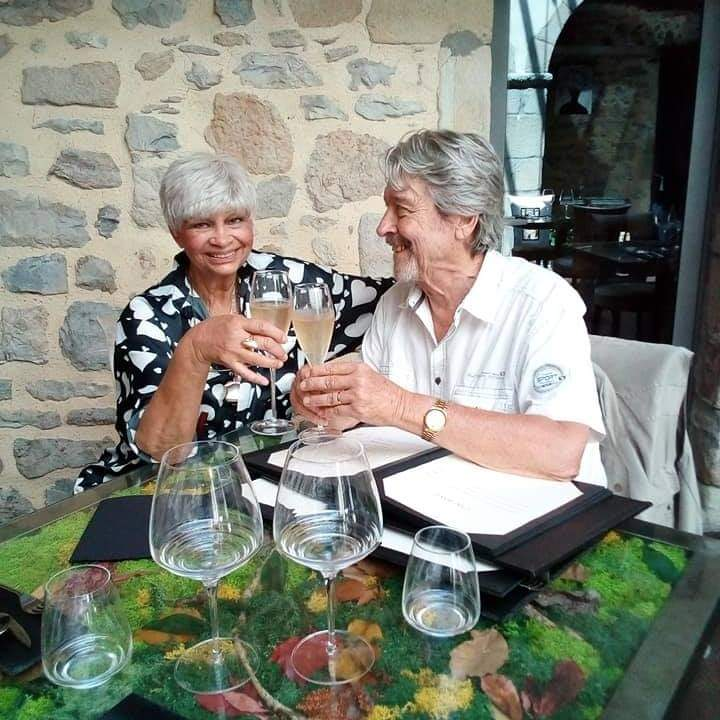
Gilles Dreu et son épouse Yolande Chapuisat.

#### Famille
D'une première union, Gilles Dreu a eu deux enfants.
En secondes noces, il épouse Monique Tarbès. De leur union naît Baptiste, en janvier 1966.
En 1978, il rencontre la photographe Yolande Gervaise sur le plateau de l'émission Top Club, animée par Guy Lux[réf. souhaitée]. Ils se marient cinq ans plus tard en 1983. En 1997, le fils unique de Yolande, Benjamin, meurt dans un accident de voiture à l'âge de 26 ans. De ce deuil, Yolande Gervaise-Chapuisat publie Tu seras un ange, mon fils, sorti en 2017, dédicace de Jacques Séguéla et préface de Gilles Dreu, aux éditions Librinova[source secondaire souhaitée].
Gilles Dreu vit ensuite à Vals-les-Bains avec son épouse.

### Mort
Gilles Dreu meurt à l'âge de 90 ans dans la matinée du 7 janvier 2025 à Aubenas (Ardèche), des suites d'un cancer dont il était atteint depuis 2020. Il est crématisé à Lavilledieu.

## Discographie

### Albums
- 1968 : Pourquoi bon dieu ?
- 1970 : Moïse
- 1970 : Fiancé de printemps
- 1978 : Desesperado
- 1993 : Terre de lumière
- 1997 : Les Chansons de mes 20 ans
- 2002 : Chanter pour elles

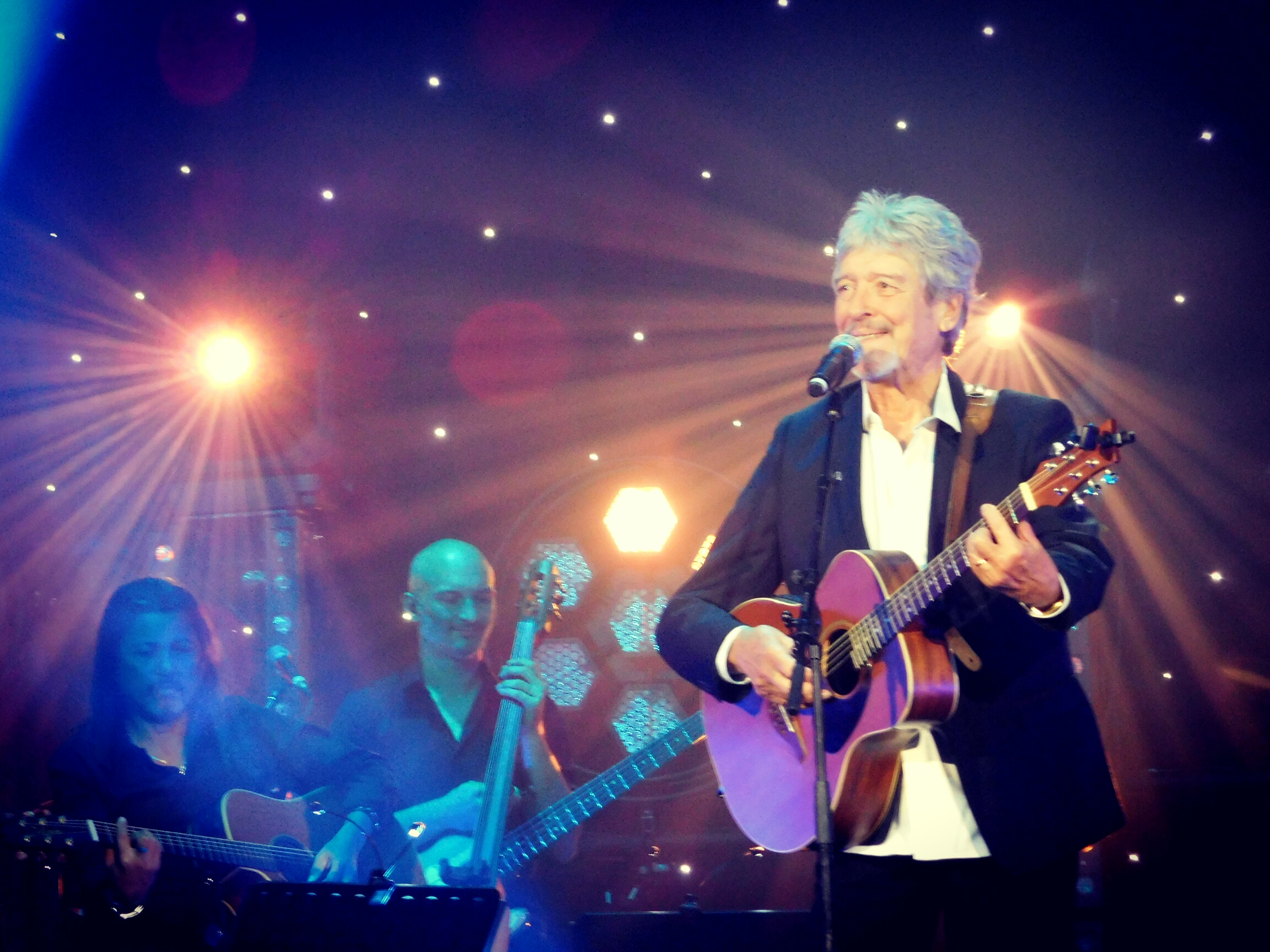
Gilles Dreu sur la croisière Âge tendre en 2017.

- 2016 : Gilles Dreu chante la Saint-Valentin
- 2020 : Le Comptoir des amis

## Filmographie
- 1968 : Les Cracks, d'Alex Joffé : le serrurier
- 1978 : Chaussette surprise, de Jean-François Davy : le costaud
- 1987 : Le Cri du hibou, de Claude Chabrol : M. Tessier

## Publication
- 1988 : La Forme facile, aux éditions Jean-Claude Lattès.